# إبراهيم بن أحمد الجزري
إبراهيم بن أحمد بن محمد الأنصاري الخزرجي الجَزْري الأندلسي، أبو إسحاق (.. - 709 هـ / .. - 1309م) نزيل تونس، من فقهاء المالكية، أصولي نحوي، تتلمذ وأفاد علماء إفريقية عنه العربية والبيان وأصول الدين وأصول الفقه والجدل والمنطق.

## سيرته
كان عالمًا متفننًا وله حظ من النظم. أخذ بالأندلس عن جماعة منهم: أبو عبد الله الرندي النحوي، وأبو عبد الله بن عوانة وأبو عبد الله بن علالة وأبو العباس أحمد بن جزي وغيرهم. أخذ علماء إفريقية عنه العربية، والبيان، والأصلين والجدل، والمنطق، وألَّف في كل هذه العلوم غير أنه لم يخرج تصانيفه من المسودة، ولم يخرجها غيره لرداءة خطه ودقته. لقيه ابن رشيد عند رجوعه من الحج، ووصفه بشيخ الشيوخ، وبقبة أهل الرسوخ ، ذي التصانيف الكثيرة، والمعارف الغزيرة.

## تصانيفه
أبرز تصانيفه:
1. إيجاز البرهان في إعجاز القرآن.
2. الإغراب في ضبط عوامل الإعراب.
3. إيضاح غوامض الإيضاح.
4. المنهج المغرِب في الرد على المغرب (المنهج المعرب فِي الرد على المقرب).[9]
5. تحرير الدلالات في إثبات النبوات.
6. تحرير القواعد الكلامية في تقرير العقائد الإسلامية.
7. ترغيب العباد في الحث على الجهاد.
8. كيفية السباحة في بحري البلاغة والفصاحة.
9. منتهى الغايات في شرح الآيات.
10. القوانين الجلية في الاصطلاحات الجدلية.
11. تقصي الواجب في الرد على ابن الحاجب.
12. التنبيه على زخرف التمويه في علم البيان المطلع على إعجاز القرآن، رد به على أبي المطرّف بن عميرة.
13. رفع المظالم عن كتاب المعالم، (وهو المعالم الأصولية لفخر الدين الرازي) رد به على أبي المطرّف بن عميرة.[10]

## الملاحظات
1. ↑  ترجم له حاجي خليفة في كشف الظنون فذكر أن تاريخ الوفاة هو 675 هـ وجاء في تحقيق طبعة حديثة له "وأصل الترجمة لابن رشيد في رحلته لم يذكر وفاته. وذكر التونكي في معجم المصنفين 3/ 60 أن حاجي خليفة ذكر وفاته سنة 709 هـ وتابعه عمر رضا كحالة في معجم المؤلفين 1/ 8، ولا أصل لذلك في النسخة التي بخط المؤلف في أي مكان منها. على أن هذا التاريخ يبدو مقاربًا، فإن ابن رشيد توفي سنة 721 هـ، فينظر أصل خبر تاريخ وفاته"[3][4]